# Тролейбуси в Пловдив
Тролейбусната система в град Пловдив е била част от мрежата на градския транспорт на град и община Пловдив между 1956 и 2012 г.

## История
Тролейбусният транспорт в Пловдив е открит на 6 януари 1956 г. Първите 10 тролейбуса са ТБ-51 (български, произведени по руски лиценз на модела МТБ-82) и обслужват 2 линии, свързващи съответно гарите Пловдив, Тракия и кв. „Въстанически“ с жп гара Филипово, преминавайки през главната улица на града.
Постепенно мрежата се разраства и от 1966 г. започва вносът на чешки тролейбуси Škoda 9Tr с контакторно управление, като до 1981 година са внесени общо 130 тролейбуса, моделите след 1979 г. са с тиристорен регулатор. В периода 1985 – 1986 г. са закупени 23 тролейбуса Škoda 14Tr, а през 1986 г. – 50 броя ЗиУ-682 с контакторно управление. В периода от 1982 до началото на 90-те в града работят и четири прототипни тролейбуса Чавдар (три съчленени Т14-30 и един соло Т13-30). През 1989 г. се купуват и 33 броя Dac Чавдар 317 etr – съчленени с контакторно управление, а през 1993 г. са закупени три тролейбуса Škoda 14Tr втора употреба от град Прешов, два от които са от прототипния модел на 14Tr-14Tr0 и са последните екземпляри от този модел в движение в света.
В края на 80-те год. на 20-и век в града се движат над 120 тролейбуса, които домуват в две депа – Филипово и Тракия. Контактната мрежа е с дължина 120 км, което прави града с най-развитата тролейбусна мрежа в България.
След 2000 г. „Градски транспорт – Пловдив“ изпада в тежко финансово състояние, броят на тролейбусите и обслужваните маршрути постепенно намалява. През 2007 г. се стига до приватизация на дружеството. Новият собственик е задължен по договор да достави 65 тролейбуса, но това не се случва, внесени са само 9 броя швейцарски тролейбуси Saurer втора употреба и 15 Van Hool също втора употреба. Поръчани са и 28 броя канадски тролейбуси, които впоследствие са конфискувани на митницата в Бургас и отнети в полза на държавата. Приватизационният договор не се изпълнява и линиите не се обслужват със заложения по договор брой тролейбуси. Голяма част от контактната мрежа, която не се използва, не се и поддържа и е в лошо състояние. Това довежда и до решение на общината за прекратяване на договора с превозвача от 1 октомври 2012 г. и Пловдив остава без тролейбусен транспорт. Преди да се закрие тролейбусният транспорт в Пловдив, е имало 6 тролейбусни линии (3, 5, 14, 19, 25, 134), като 2 от тях се изпълняват с автобуси (5 и 25).
Част от контактната мрежа е демонтирана.